# Mendesella braziliensis
Mendesella braziliensis är en stekelart som beskrevs av Whitfield och Mason 1994. Mendesella braziliensis ingår i släktet Mendesella och familjen bracksteklar. Inga underarter finns listade i Catalogue of Life.